# Kristīne Opolais
Kristīne Opolais (ur. 12 listopada 1979 w Rzeżycy) – łotewska sopranistka.

## Życiorys
Pochodzi z rodziny o tradycjach muzycznych - jej matka była popularną piosenkarką popową, ojciec amatorsko grał na trąbce.  Od najmłodszych lat Kristīne pobierała prywatne lekcje muzyki, m.in. u śpiewaczki Opery Narodowej w Rydze Reginy Frinberg, która przygotowała ją do egzaminów na Łotewską Akademię Muzyczną w Rydze. Studiowała na wydziale wokalnym pod kierunkiem Lilija Greidane, który rozwinął jej umiejętności wokalne, poszerzając repertuar muzyczny o muzykę kameralną i arie operowe. Następnie Kristine pobierała lekcje u trenerki wokalnej i pedagoga Opery Narodowej w Rydze Margarity Gruzdevej.  Kristīne pracuje również z Barbro Marklundem – trenerem wokalnym z Norwegii.
Kristine Opolais była finalistką Międzynarodowego Przeglądu Śpiewaków Operowych im. Ferruccio Tagliaviniego w Austrii w 2003. Od 2001 jest członkiem chóru Opery Narodowej w Rydze, a od 2003 – solistką operową. W 2006 w Niemieckiej Operze Narodowej w Berlinie miał miejsce jej debiut sceniczny rolą Tosca.

## Repertuar[1]
- Giacomo Puccini – Cyganeria, Musetta (2003)
- Johann Strauss – Zemsta nietoperza, Rosalinda (2003)
- Piotr Czajkowski – Eugeniusz Oniegin, Tatiana (2004)
- Anton Rubinstein – Demon, Tamara (2004)
- Piotr Czajkowski – Dama pikowa, Lisa (2005)
- Giacomo Puccini – Tosca, Floria Tosca (2005)
- Richard Wagner – Latający Holender, Senta (2005)
- Dmitrij Szostakowicz – Lady Makbet mceńskiego powiatu, Katarina (2006)
- Richard Wagner – Złoto Renu, Freia (2006), na Festiwalu w Bergen
- Giuseppe Verdi – Aida (2006)
- Wolfgang Amadeus Mozart – Wesele Figara, Hrabina (2006)
- Giacomo Puccini – Madame Butterfly, Butterfly (2006)
- Antonín Dvořák - Rusałka, Rusałka (2010)[2]

## Nagrody
- Nagroda Paula Sakss'a (2004)
- Łotewska Coroczna Nagroda Teatralna – Najlepsza artystka operowa 2005
- Nagroda Łotewskiej Fundacji Kultury – Spidolas balva (2005)
- Łotewska Główna Nagroda Muzyczna w 2005 roku za rolę Lizy w Damie pikowej